# Des Plaines
Des Plaines város az USA Illinois államában, Cook megyében. Lakosainak száma 60 675 fő (2020. április 1.).

## Népesség
A település népességének változása:

| 2010 | 58 364 |
| 2020 | 60 675 |